# Johannes Jonsius
Johannes Jonsius oder Jonsenius (eigentlich Johannes Jöns; * 20. Oktober 1624 in Rendsburg; † April 1659 in Frankfurt am Main) war ein deutscher Pädagoge und Philosophiehistoriker.

## Leben
Jonsius wurde als Sohn des Bürgermeisters von Rendsburg geboren. Er besuchte zunächst die Schule in Rendsburg und ab 1641 die Kieler Gelehrtenschule. Nachdem er diese absolviert hatte, wechselte er an die Universität Rostock. Hier wurde er mit der Nummer 172 im Oktober 1645 immatrikuliert. Er widmete sich einem Studium der Philologie, Philosophie und Theologie. 1648 wurde er Adjunkt an der Philosophischen Fakultät der Universität. Es folgte eine Zeit häufiger Anstellungswechsel.
Jonsius wurde 1649 Konrektor der Schule seiner Heimatstadt, aber nahm aufgrund der besseren Besoldung 1650 eine Stelle als Assessor an der Philosophischen Fakultät der Universität Königsberg an. Obwohl er dort eine Professur in Aussicht hatte, nahm er 1652 die Wahl zum Rektor der Schule seiner Heimatstadt an und kehrte dorthin zurück. 1656 ging er als Rektor an die Domschule Schleswig, an der er bessere Lehrbedingungen haben sollte. Allerdings kam er mit dem Klima nicht zurecht. Er begann schon in dieser Zeit mit seiner Gesundheit Schwierigkeiten zu bekommen. 1657 wechselte er über Leipzig nach Frankfurt am Main. Dort wurde er Prorektor des Frankfurter Gymnasiums. Allerdings verschlechterte sich sein Gesundheitszustand und er verstarb nach nicht einmal zwei Jahren im Amt.
Als sein Hauptwerk gilt das philosophiehistorische Werk De Scriptoribus Historiae Philosophicae, das im Jahr seines Todes erschien und ihm posthum Bekanntheit einbrachte.

## Werke (Auswahl)
- Disputatio de syllogismo ex mente Aristotelis, Königsberg 1651.
- Dissertationum De Historia Peripatetica Prima Partis Primae, Rebenlinus, Hamburg 1652.
- De Spartis aliisque nonnullis Epistola Ad Marquardum Guden, Holsatum: Quo procurante accedit Eiusdem De Ordine Librorum Aristotelis Fragmentum, Typis Nisianis, Jena 1655.
- De Scriptoribus Historiae Philosophicae, Götz, Frankfurt am Main 1659.